# Trissomia X
A Trissomia X (47, XXX) ou Síndrome do Triplo X síndrome XXX, só ocorre em indivíduos ovarianos, sendo eles reconhecidos assim, como super fêmeas. Nas células 47, XXX, dois dos cromossomos X são inativados e de replicação tardia. Quase todos os casos resultam de erros na meiose materna. É caracterizada por apresentar um cariótipo 47,XXX, é uma perturbação cromossómica aneuploidia em que uma mulher tem uma cópia extra do cromossoma X. Isto cria um cariótipo XXX com 47 cromossomas em vez do XX normal de 46 cromossomas. É relativamente comum e ocorre numa em cada 1.000 mulheres, mas raramente é diagnosticado; Menos de 10% das pessoas com esta condição sabem que a têm.
Os sintomas que por vezes aparecem são ligeiros. Quem tem sintomas apresenta dificuldades de aprendizagem, características dismórficas ligeiras, como hipertelorismo (olhos bem separados) e clinodactilia (dedos mindinhos curvos), menopausa precoce e aumento de altura. Uma vez que os sintomas da trissomia do X geralmente não são suficientemente graves para justificar um teste de cariótipo, muitos casos de trissomia do X são diagnosticados antes do nascimento em exames de rastreio pré-natal, como a amniocentese. A maioria das mulheres com trissomia X vive uma vida normal, embora o seu estatuto socioeconómico seja inferior ao da população em geral.
A trissomia X é causada por um processo chamado não disjunção, no qual a divisão celular normal é interrompida e resulta em gâmetas com excesso ou defeito nos cromossomas. A não disjunção ocorre aleatoriamente e a maioria das raparigas e mulheres com trissomia do cromossoma X não tem história familiar de aneuploidia. Ter filhos em idade mais avançada está fracamente associado à trissomia do X. As mulheres com trissomia do X podem ter filhos, que na maioria dos casos não apresentam um risco aumentado de apresentarem perturbações cromossómicas; As mulheres com trissomia do cromossoma X em mosaico, que apresentam uma mistura de células 46,XX (o cariótipo feminino típico) e 47,XXX (aneuploides) no corpo, podem correr um maior risco de ter filhos com anomalias cromossómicas.
Esta condição foi descoberta em 1959 pela geneticista Patricia Jacobs e foi inicialmente entendida como uma deficiência debilitante observada em mulheres institucionalizadas. Desde a década de 1960, estudos com pessoas com aneuploidias cromossómicas sexuais, desde o nascimento até à idade adulta, descobriram que, na maioria das vezes, são apenas ligeiramente afetadas, em linha com a população em geral, e que muitas nunca necessitarão de atenção clínica por terem esta condição.

## Apresentação
A trissomia X tem efeitos variáveis, desde a ausência total de sintomas até à incapacidade significativa, mas são geralmente ligeiros. A gravidade varía entre as persoas diagnosticadas prenatalmente e posnatalmente, e os casos posnatais son máis graves como media. Os sintomas associados à trissomia do X incluem: alta estatura, ligeiro atraso no desenvolvimento, subtis anomalias físicas ou esqueléticas, aumento das taxas de doença mental e menopausa mais precoce do que o normal.

### Efeitos fisiológicos
Os efeitos físicos e fisiológicos da trissomia X são frequentemente subtis. A estatura alta é uma das principais associações físicas da trissomia X. Antes dos quatro anos de idade, a maioria das raparigas com trissomia X apresenta uma estatura média normal; O crescimento acelera a partir desta idade e é especialmente rápido entre os quatro e os oito anos. Entre as raparigas com trissomia X entre os 6 e os 13 anos, 40% estão acima do percentil 90º percentil de altura.  A altura extra na trissomia X afeta principalmente os membros, uma vez que têm pernas longas, mas uma altura sentada medida mais baixa.  Embora a circunferência da cabeça esteja geralmente abaixo do 50º percentil, microcefalia (circunferência da cabeça abaixo do 5º percentil) é rara. 
Também associada à trissomia do X menor e a anomalias esqueléticas e craniofaciais. Dismorfismos subtis são observados em algumas mulheres com trissomia do X, como hipertelorismo (olhos muito separados), epicantose (uma dobra adicional de pele nos cantos mediais dos olhos, como nos chineses e outros orientais) e fissuras palpebrais inclinadas para cima (as aberturas entre as pálpebras). Estas diferenças são geralmente pequenas e não afetam a vida diária das raparigas e mulheres com esta condição.  Outras anomalias esqueléticas associadas à trissomia do X incluem: clinodactilia (dedos mindinhos curvos), sinostose radioulnar (fusão dos ossos longos do antebraço, ulna e rádio), pés planos e articulações que são hiperextensíveis. Estas características non son exclusivas da trisomía X, senón que se dan na maioría dos trastornos aneuploides dos cromosomas sexuais.
As doenças internas graves são raras nesta trissomia. As condições geniturinárias são mais comuns do que na população em geral, especialmente malformações dos rins e ovárioss. A doença autoimune lúpus eritematoso sistémico é mais comum nas mulheres do que nos homens por um fator de 9 e este risco é mais exacerbado na trissomia X por um fator de aproximadamente 2,5. De acordo com um estudo sobre a síndrome de Sjögren, é também mais comum nos casos de trissomia X do que na população em geral.~Condições como apneia do sono, asma, escoliose e displasia da anca também têm sido associadas a aneuploidias dos cromossomas sexuais em geral, incluindo a trissomia do X. Embora os defeitos cardíacos sejam comuns na pentassomia X, não são mais comuns na trissomia X do que na população em geral. 
A puberdade começa aproximadamente na idade esperada e progride normalmente. Os níveis médios da hormona antimülleriana são mais baixos, correspondendo a uma reserva ovárica mais baixa, a menopausa começa cinco anos mais cedo em média e existe um maior risco de falência ovárica prematura. Entre as mulheres com falência ovárica prematura, a trissomia X está sobre-representada por um fator de 5 e aqueles que têm trissomia e uma doença autoimune têm um risco ainda maior. A taxa de aborto natural é normal e a fertilidade não é afetada ou é ligeiramente inferior ao esperado. Raramente é necessário recorrer à fertilização in vitro (FIV) e a intervenções semelhantes. 

## Epidemiologia
Síndrome do Triplo X ocorre em cerca de 1 em 1.000 mulheres. Em média, cinco a bebês nascem a cada dia com Síndrome do Triplo X nos Estados Unidos.

## Características
Síndrome do Triplo X pode não causar quaisquer sinais ou sintomas. Se os sintomas aparecem, eles podem incluir:
- Estatura maior que o normal;
- Pregas verticais que possa cobrir os cantos internos dos olhos (pregas epicânticas);
- Atraso no desenvolvimento da fala e linguagem;
- Tônus muscular mais fraco (hipotonia);
- Dedos mindinhos mais curvos (clinodactilia);
- Problemas de saúde mental;
- Falência ovariana prematura ou anormalidades no ovário;
- Constipação ou dores abdominais.
- Dores nos olhos

## Crescimento e desenvolvimento
A tabela a seguir apresenta o desenvolvimento das portadoras da Síndrome do Triplo X, organizado em faixas etárias diferentes.
|                                     | Menores de 6 anos | Em idade escolar | Adolescente                                                                                              | Jovens e adultos                                                                                |
| ----------------------------------- | --- | --- | --- | ----------------------------------------------------------------------------------------------- |
| Crescimento Físico                  | Peso médio ao nascer 400–500 gramas mais baixo. Aparência ao nascimento: normal. Circunferência da cabeça: abaixo de 50%. Altura: quase todos estão acima de 50%. | Aumento da velocidade de crescimento entre 4 e 8 anos de idade. A altura costuma estar 75% acima. O comprimento da perna aumentou significativamente. Aumento de peso menor do que aumento de altura. | As diferenças entre portadoras e não portadoras do Triplo X tendem a diminuir nessa faixa etária.        | Sem dados.                                                                                      |
| Desenvolvimento motor               | Marcos do desenvolvimento motor podem ser atrasados. | Deficiência integrativa sensório-motora-visual. | O desenvolvimento motor é menor quando comparado a outras mulheres.                                      | Adultos lidam com problemas de coordenação procurando empregos apropriados.                     |
| Desenvolvimento intelectual         | | QI verbal: 69,6% abaixo de 90. QI de desempenho: 41,2% abaixo de 90. | QI verbal: 86,63 (19,01 pontos abaixo do normal) QI de desempenho: 95,19 (14,41 pontos abaixo do normal) | As investigações de QI em adultas com Triplo X está na faixa de medida normal.                  |
| Desenvolvimento de linguagem        | Em metade dos casos linguagem atrasada. | Algumas dificuldades de linguagem em 75% dos casos. | As dificuldades de linguagem interferem no desenvolvimento.                                              | Os problemas de fala continuam na medida em que foram avaliados.                                |
| Desenvolvimento sociocomportamental | Alguns pacientes mostram birras. | Dificuldades na construção de relações interpessoais. | Problemas comportamentais observados com mesma freqüência que outras mulheres.                           | Adultos podem mostrar problemas em estabelecer relacionamentos satisfatórios. Baixa autoestima. |
| Desenvolvimento educacional         | | Problemas educacionais em 74,1% dos casos. | Problemas educacionais em 71,4% dos casos.                                                               | Após saída de colégio/faculdade, casos se mostram melhores.                                     |